# Adolf Karl Kühns
Adolf Karl Kühns, auch Adolf Kühns, (* 17. Mai 1868 in Prag; † 1. Juli 1930 in Berlin) war ein deutscher Sänger, Schauspieler und Regisseur.

## Leben

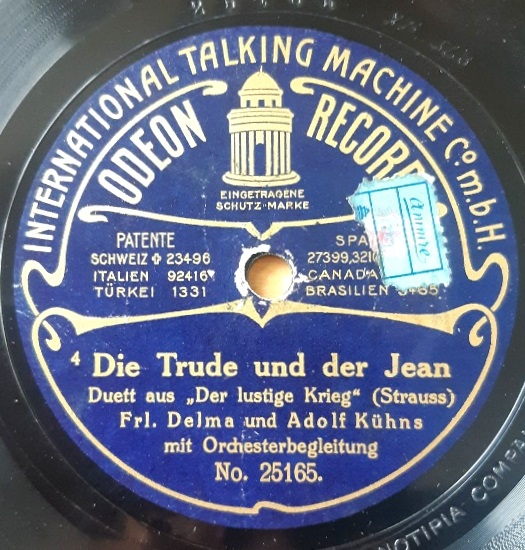
Schallplatte von Adolf Kühns (Berlin 1908)

Der Sohn des Schauspielers Carl Paul Volkmar Kühns (1832–1905) begann seine berufliche Laufbahn als Schauspieler und Sänger in der Spielzeit 1888/89 am Deutschen Theater in Sarajewo. Er wurde dort als 2. Operettentenor engagiert. Mit seinem vielseitigen Talent konnte er in den Inszenierungen als singender jugendlicher Komiker oder wegen seiner erweiterten Stimmlage als Tenorbariton eingesetzt werden. Die Engagements führten ihn durch Österreich und Osteuropa bis nach Russland. Ab der Spielzeit 1905/06 übernahm Adolf Kühns neben seiner Rolle als Schauspieler auch die Stellung eines Oberregisseurs am Central-Theater in Berlin. In der Spielzeit 1910/11 ging er nach New York an das Deutsche Theater und wirkte dort als Schauspieler und Oberregisseur der Operette. Seine Anstellung endete nach einem Jahr, und er kehrte nach Europa zurück. Die Zeit vor und während des 1. Weltkrieges verbrachte er an verschiedenen Bühnen in Österreich und Deutschland. Adolf Kühns übernahm 1917/18 in Aachen als stellvertretender Direktor des Eden-Operetten-Theaters erstmals zusätzliche administrative Verantwortung. In dieser Eigenschaft wurde er zuletzt am Deutschen Theater in Hannover erwähnt. Sein Lebensende verbrachte er in Berlin.
Von Adolf Kühns existieren einige wenige Platten bei Odeon (Berlin 1908).

## Engagements
- 1889/90: Sarajewo (Bosnien), Deutsches Theater
- 1891/92: Marburg a. Dr., Stadttheater
- 1892/93: Triest, Anfiteatro Fenice
- 1893/94: Wiener Neustadt, K. K. privates Stadttheater
- 1894/95: Czernowitz (Ukraine), Stadttheater
- 1895/96: Kronstadt (Siebenbürgen, Rumänien)
- 1896/97: Magdeburg, Wilhelm-Theater
- 1897/98: Olmütz, Königliches städtisches Theater
- 1888/89: Preßburg, Königliches freistädtisches Theater
- 1899/00; Teplitz-Schönau, Stadttheater Teplitz
- 1900/01: Innsbruck, Stadttheater
- 1901/02: St. Petersburg, Aquarium-Theater
- 1902/03: Reichenberg (Böhmern), Stadttheater
- 1904/05: Preßburg, Königliches freistädtisches Theater
- 1905–08: Berlin, Central-Theater
- 1908–10: Düsseldorf, Apollo-Theater
- 1910/11: New York (USA), Deutsches Theater
- 1911/12: Aussig (Böhmen), Subventioniertes Stadttheater
- 1913/14: Wien, Wiener Operetten-Ensemble (Tournée)
- 1914/15: Hannover, Mellini-Theater
- 1916/17: Berlin, Berliner Theater-Ensemble
- 1917/18: Aachen, Eden-Operetten-Theater
- 1919/20: Altona, Flora-Theater
- 1920/21: Berlin, Friedrich-Wilhelmstädtisches Theater
- 1921/22: Hannover, Schauburg (Neues Operettenhaus)
- 1922/23: Dortmund, Olympia-Operettentheater
- 1923/24: Hannover, Deutsches Theater